# Nhà khung gỗ
Nhà khung gỗ là phương pháp xây dựng truyền thống với gỗ nặng, tạo ra các cấu trúc bằng cách sử dụng các tấm gỗ vuông, được trang bị cẩn thận và gia cố với các khớp được bảo vệ bởi những cái chốt bằng gỗ lớn. Nó thường xảy ra trong các tòa nhà bằng gỗ từ thế kỷ 19 trở về trước. Nếu khung cấu trúc của gỗ chịu lực được để lộ ra bên ngoài tòa nhà, nó có thể thấy được rõ ràng và được gọi half-timbered (tiếng Anh) hay Fachwerkhaus (tiếng Đức), và trong nhiều trường hợp, vết trám giữa các lớp gỗ được sử dụng cho mục đích trang trí.
Phương pháp này bắt nguồn từ việc làm việc trực tiếp từ gỗ tròn và cây chứ không phải là gỗ đã được cắt ra trước. Với các dụng cụ chế biến gỗ, các thợ thủ công hoặc các nhà chế tạo gỗ có thể dần dần lắp ráp thành một tòa nhà.
Vì phương pháp xây dựng này đã được áp dụng hàng nghìn năm ở nhiều nơi trên thế giới nên nhiều phong cách khung lịch sử đã phát triển. Những phong cách này thường được phân loại theo loại nền móng, tường, cách và nơi mà các khúc gỗ nối cắt nhau, cách sử dụng gỗ cong, và các chi tiết làm khung mái nhà.

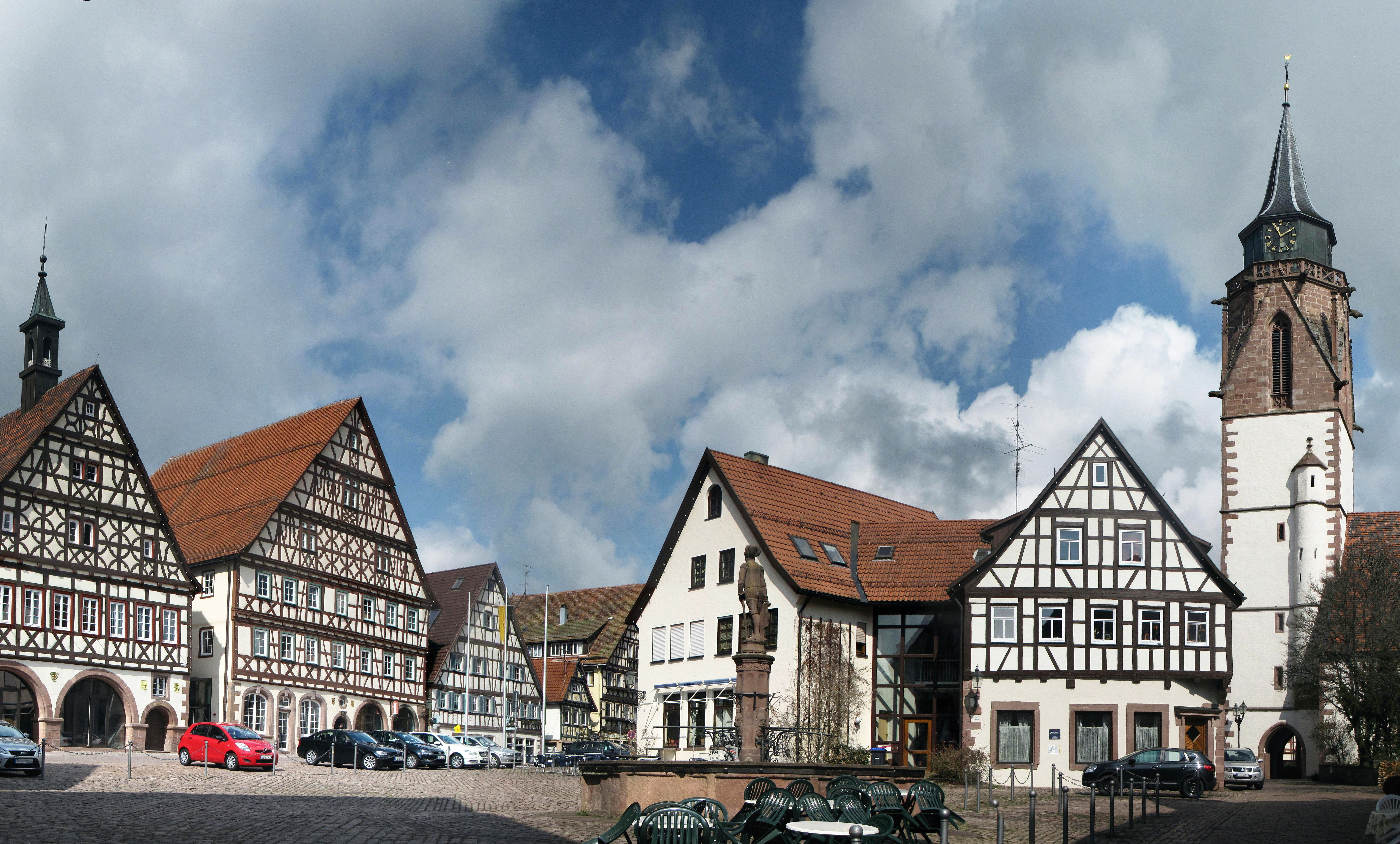
Quãng trường chợ của Dornstetten (Đức) với nhiều nhà khung gỗ

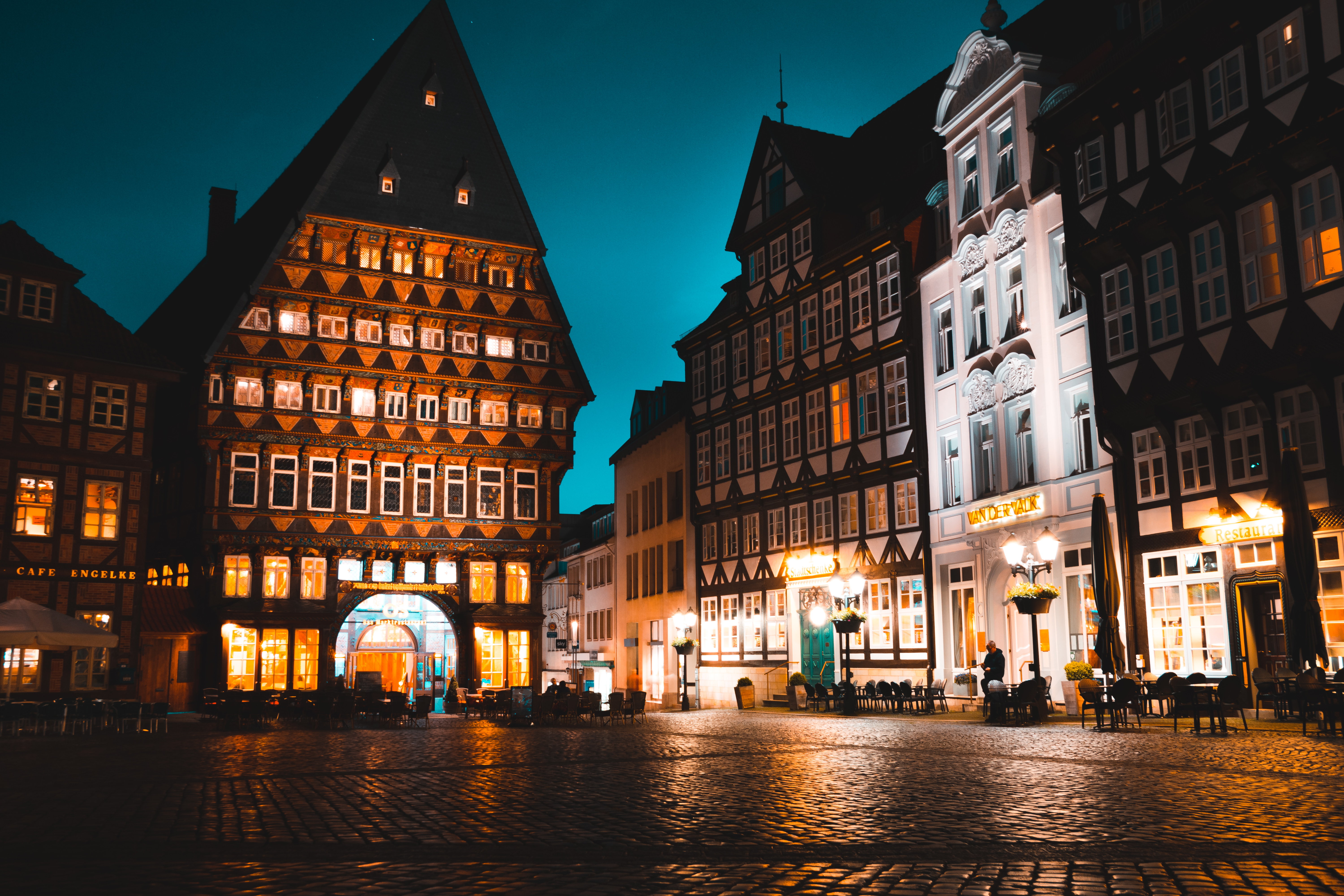
Quãng trường chợ được xây dựng lại ở Hildesheim (Đức)

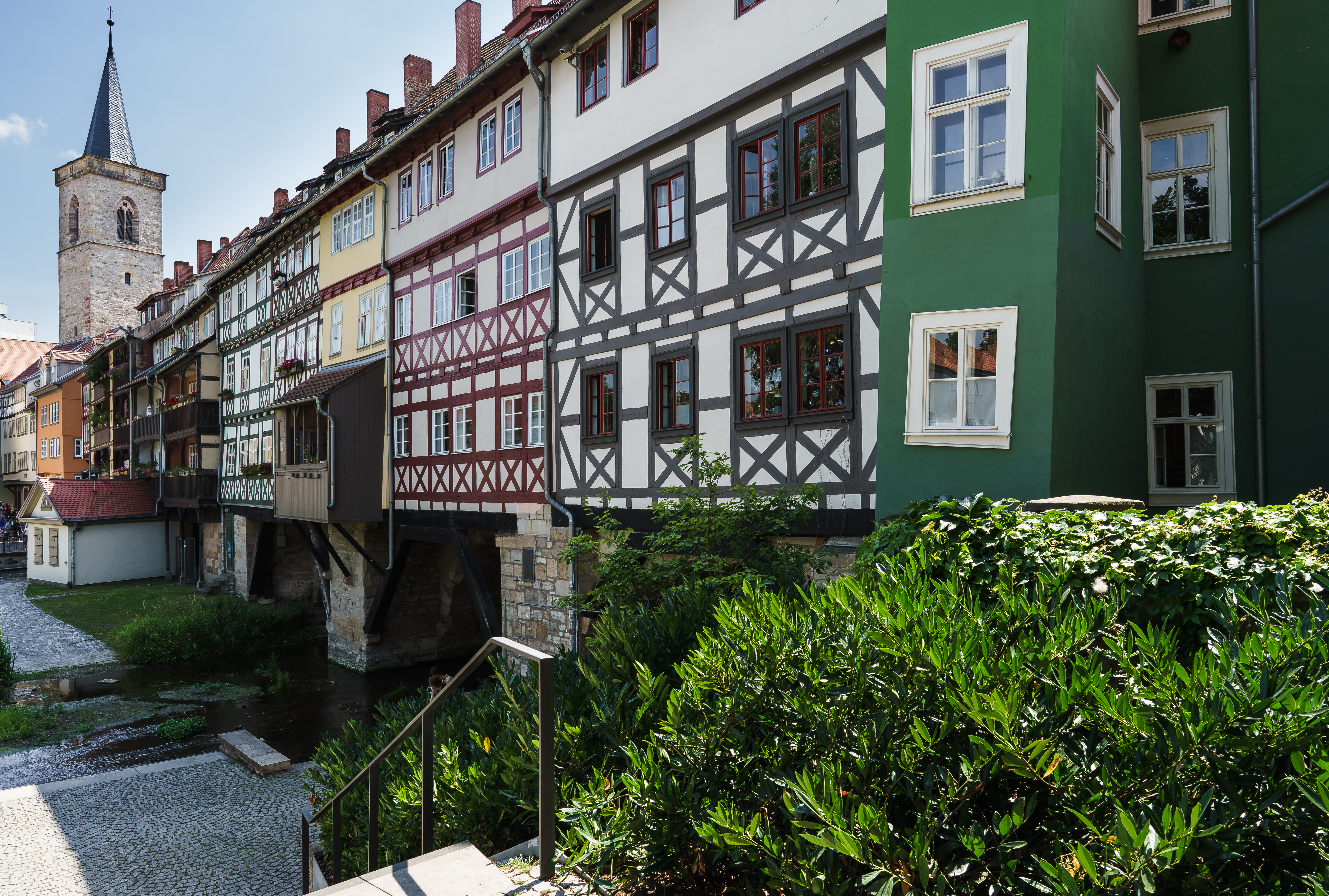
Krämerbrücke ở Erfurt, Đức